# Totoi
Totoi – wieś w Rumunii, w okręgu Alba, w gminie Sântimbru. W 2011 roku liczyła 511 mieszkańców.